# ブーディコーテ

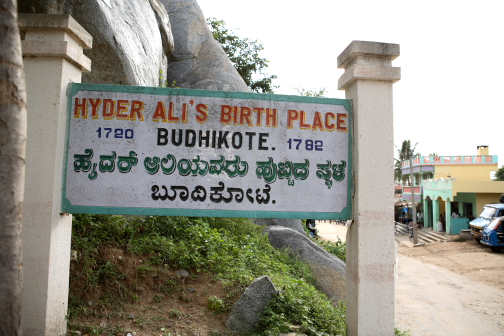
ハイダル・アリーの生地ブーディコーテ

ブーディコーテ（カンナダ語：ಬೂದಿಕೋಟೆ、 英語：Budikote）は、インドのカルナータカ州、コーラール県の村。ブーディコーテとは「灰の城」（Fort of Ash）を意味する。

## 歴史
1720年頃、この地でのちにマイソール王国の支配者となるハイダル・アリーが、傭兵隊長ファトフ・ムハンマドの息子として生まれた。

## 地理
- コーラールから15マイルに位置。

## 人口
3000人、600家族がこの村で暮らしている。